# Steve Lawrence (zanger)
Steve Lawrence, geboren als Sidney Liebowitz, (Brooklyn (New York), 8 juli 1935 – Los Angeles, 7 maart 2024) was een Amerikaanse zanger, acteur en entertainer.

## Jeugd en opleiding
Steve Lawrence was de zoon van Joodse ouders en zong als kind reeds in de plaatselijke synagoge, waar zijn vader voorzanger was. Hij vervolgde de muziek doelgericht verder. Als jeugdige leerde hij piano en saxofoon spelen, zong hij in de school en solliciteerde bij platenlabels. In 1951 won hij bij een plaatselijke tv-talentenjacht de eerste prijs en reeds een jaar later had hij een platencontract bij King Records. Met zijn tweede single, een oudere opname met de titel Poinciana, belandde hij op 16-jarige leeftijd zelfs in de Amerikaanse bestsellerhitlijst.

## Carrière
In 1953 werd hij als zanger ingehuurd voor The Tonight Show van Steve Allen en werd daardoor plaatselijk en vanaf 1954 landelijk bekend. Daar ontmoette hij ook de zangeres Eydie Gormé. Zij vormden een duo, echter niet slechts als zanger en entertainer; in 1957 werden zij in de echt verbonden.
Naast de show nam Lawrence, inmiddels overgegaan naar Coral Records, verder als solist en in duet met Gormé liederen op en in 1957 lukte hem met zijn versie van de Banana Boat Song de rentree in de hitlijst. Met de daarop volgende single Party Doll, voorheen een nummer 1-hit voor Buddy Knox, had hij zijn eerste top 10-hit en met het album Here's Steve Lawrence kwam hij in 1958 voor de eerste keer in de albumhitlijst.
Ondertussen hadden beiden verdere tv-optredens en in de zomeronderbreking van Allens show in 1958 hadden ze samen met de presentator voor twee maanden een eigen show. Daarna moest Lawrence zijn militaire dienstplicht aantreden, die hij als zanger van de militaire band mocht vervullen en gedurende zijn diensttijd mocht hij verder plaatopnamen maken en zijn carrière voortzetten. Met het nummer Footsteps, meegeschreven door Barry Mann, had hij niet alleen een verdere top 10-hit in de Verenigde Staten, maar ook zijn eerste hit in het Verenigd Koninkrijk.
Na zijn diensttijd begon de gezamenlijke carrière met zijn echtgenote. Bovendien nam hij in 1960 de eerste gezamenlijke lp met haar op. Voor de titelsong We Got Us kregen ze een Grammy Award voor de beste zangpresentatie van het jaar. Er volgden twee verdere labelwissels en talrijke verdere succesvolle plaatopnamen. Met de single Portrait of my Love (1961) had hij bovendien niet alleen een verdere top 10-hit, maar ook een verdere Grammy-nominatie. Daarna tekende het paar een contract bij Columbia Records, waar ze met songwriters als Barry Mann & Cynthia Weil en Gerry Goffin & Carole King mochten samenwerken. Mann & Weil schreven voor Gormé haar grootste hit Blame it on the bossa nova en Goffin & King schreven voor Lawrence Go Away Little Girl. Dit nummer werd ook zijn grootste hit, waarvan meer dan een miljoen exemplaren werden verkocht en in 1963 de toppositie innam in de Amerikaanse hitlijst. Samen hadden ze met I Want To Stay Here (3e plaats) hun grootste hit in het Verenigd Koninkrijk. Daarna kwam de Britse invasie met The Beatles en de Britse popmuziek op en de muziek van Lawrence werd in de easy listening-hitlijst gedrukt, waarin hij sinds 1961 in totaal 30 keer was geplaatst.
Lawrence zocht in deze periode een nieuwe uitdaging als musicalzanger en hij speelde van 1964 tot 1965 succesvol in meer dan 500 opvoeringen van de Broadwaymusical What Makes Sammy Run?, hetgeen hem een criticusprijs en een Tony Award-nominatie opleverde. Ondertussen probeerde hij het daarna bij de televisie met zijn eigen The Steve Lawrence Show, die echter niet erg succesvol was en reeds na enkele maanden werd stopgezet. Er volgden gezamenlijke toneelshows met zijn echtgenote en in 1968/1969 de gezamenlijke musical Golden Rainbow, die het in minder dan een jaar op 385 voorstellingen in Broadway bracht.
Naast toneeloptredens en platen hadden beiden ook steeds weer tv-optredens. Vooral succesvol waren hun tv-specials over beroemde Amerikaanse songwriters.
Vanaf het midden van de jaren 1970 probeerde Lawrence het als acteur. In The Blues Brothers en het latere vervolg Blues Brothers 2000 had hij een kleine rol en speelde hij in meerdere bekende tv-series, waaronder Hardcastle & McCormick, Frasier en The Nanny in twee latere afleveringen de hoofdfiguur als vader.
In Las Vegas stonden ze meerdere jaren samen op het podium, waaronder alleen al tien jaar als hoofdact in het Caesars Palace. Vier keer wonnen ze daarbij de Las Vegas Entertainment Award voor de «Musical Variety Act of the Year». Lawrence en Gormé zijn ook vereeuwigd op de Hollywood Walk of Fame en voor hun levenswerk door de Songwriters Hall of Fame onderscheiden.

## Privéleven
Het echtpaar Lawrence-Gormé kreeg een zoon (David Lawrence), die een succesvol filmcomponist is van onder andere American Pie 2 en High School Musical. Ook werkte hij samen met zijn ouders als albumproducent. Een andere zoon (Michael) overleed in 1986 op 23-jarige leeftijd. 
Eydie Gormé overleed in 2013, zes dagen voor haar 85e verjaardag. In juni 2019 werd de diagnose Alzheimer bij Steve Lawrence vastgesteld. Hij overleed in 2024 op 88-jarige leeftijd.

## Onderscheidingen
In 1978 werd de herdenkingsshow Steve and Eydie Celebrate Irving Berlin gelijk met zeven Emmy Awards onderscheiden. Twee verdere Emmy's kregen ze voor de show over George Gershwin en zijn broer, tekstschrijver Ira Gershwin.

## Discografie

### Singles
- 1952: Poinciana
- 1957: The Banana Boat Song
- 1957: Party Doll
- 1957: (The Bad Donkey) Pum-Pa-Lum
- 1957: Can't Wait for Summer
- 1957: Fabulous
- 1957: Fraulein
- 1958: Uh-Huh, Oh Yeah
- 1958: Many A Time
- 1959: (I Don't Care) Only Love Me
- 1960: Pretty Blue Eyes
- 1960: Footsteps
- 1960: Girls, Girls, Girls
- 1961: Portrait of My Love
- 1961: My Claire de lune
- 1961: In Time
- 1961: Somewhere Along the Way
- 1962: Go Away Little Girl
- 1963: Don't Be Afraid, Little Darlin'
- 1963: Poor Little Rich Girl
- 1963: Walking Proud
- 1964: Everybody Knows
- 1968: I've Gotta Be Me

Als Steve & Eydie
- 1954: Make Yourself Comfortable / I've Gotta Crow
- 1963: I Want to Stay Here
- 1963: I Can't Stop Talking About You
- 1979: Hallelujah (als Parker & Penny)

### Albums
- 1953: Steve Lawrence
- 1955: About That Girl
- 1956: Songs by Steve Lawrence
- 1958: Here's Steve Lawrence
- 1958: All About Love
- 1960: Swing Softly With Me
- 1960: The Steve Lawrence Sound
- 1960: Lawrence Goes Latin
- 1961: Portrait of My Love
- 1963: Winners!
- 1964: Academy Award Losers
- 1964: Everybody Knows
- 1964: What Makes Sammy Run?
- 1965: The Steve Lawrence Show
- 1967: Together on Broadway
- 1969: Real True Lovin'
- 1969: What It Was, Was Love

Als Steve & Eydie
- 1960: We Got Us
- 1960: Eydie Gorme and Steve Lawrence Sing the Golden Hits
- 1964: That Holiday Feeling